# Azorella
Azorella is een geslacht van zeventig tot honderd soorten bloeiende planten uit de schermbloemenfamilie (Apiaceae).
Het geslacht komt van nature voor in Zuid-Amerika en het gebied in het zuiden van de Grote Oceaan tot Nieuw-Zeeland en Zuidoost-Australië. Het zijn veelal kussenvormende planten op bergen en subantarctische kusten. Bij hoge ouderdom kunnen ze heuveltjes tot 1 m hoog vormen, maar meestal blijft de hoogte minder dan 10 cm.
De blaadjes zijn frisgroen maar de bloempjes zijn klein.
Verschillende soorten worden als sierplant in rotstuinen geteeld. In België en Nederland zijn veel soorten niet winterhard. Aan de kust is het probleem meestal kleiner.
Qua standplaats geven de planten de voorkeur aan volle zon of een beetje schaduw, in een humeuze luchtige bodem.

## Soorten
- Azorella acaulis (Cav.) Drude
- Azorella albovaginata (Gillies & Hook.) G.M.Plunkett & A.N.Nicolas
- Azorella allanii (Cheeseman) G.M.Plunkett & A.N.Nicolas
- Azorella ameghinoi Speg.
- Azorella andina (Phil.) Drude
- Azorella aretioides (Kunth) Willd. ex DC.
- Azorella biloba (Schltdl.) Wedd.
- Azorella boelckei (Mathias & Constance) G.M.Plunkett & A.N.Nicolas
- Azorella burkartii (Mathias & Constance) G.M.Plunkett & A.N.Nicolas
- Azorella cockaynei Diels
- Azorella colensoi (Domin) G.M.Plunkett & A.N.Nicolas
- Azorella compacta Phil. (Yareta)
- Azorella corymbosa (Ruiz & Pav.) Pers.
- Azorella crassipes Phil.
- Azorella crenata (Ruiz & Pav.) Pers.
- Azorella cryptantha (Clos) Reiche
- Azorella cuatrecasasii Mathias & Constance
- Azorella diapensioides A.Gray
- Azorella diversifolia Clos
- Azorella echegarayi (Hieron.) G.M.Plunkett & A.N.Nicolas
- Azorella exigua (Hook.f.) Drude
- Azorella filamentosa Lam.
- Azorella fragosea (F.Muell.) Druce
- Azorella fuegiana Speg.
- Azorella haastii (Hook.f.) Drude
- Azorella hallei (Skottsb.) G.M.Plunkett & A.N.Nicolas
- Azorella hookeri Drude
- Azorella hydrocotyloides (Hook.f.) Kirk
- Azorella julianii Mathias & Constance
- Azorella lyallii (J.B.Armstr.) G.M.Plunkett & A.N.Nicolas
- Azorella lycopodioides Gaudich.
- Azorella macquariensis Orchard
- Azorella madreporica Clos
- Azorella microphylla (Cav.) G.M.Plunkett & A.N.Nicolas
- Azorella monantha Clos
- Azorella monteroi S.Martínez & Constance
- Azorella multifida (Ruiz & Pav.) Pers.
- Azorella nitens Petrie
- Azorella nivalis Phil.
- Azorella pallida (Kirk) Kirk
- Azorella patagonica Speg.
- Azorella pedunculata (Spreng.) Mathias & Constance
- Azorella polaris (Hombr. & Jacquinot) G.M.Plunkett & A.N.Nicolas
- Azorella prolifera (Cav.) G.M.Plunkett & A.N.Nicolas
- Azorella pulvinata Wedd.
- Azorella ranunculus d'Urv.
- Azorella robusta (Kirk) G.M.Plunkett & A.N.Nicolas
- Azorella roughii (Hook.f.) Kirk
- Azorella ruizii G.M.Plunkett & A.N.Nicolas
- Azorella schizeilema G.M.Plunkett & A.N.Nicolas
- Azorella selago Hook.f.
- Azorella spinosa (Ruiz & Pav.) Pers.
- Azorella triacantha (Griseb.) Mart.Fernández & C.I.Calviño
- Azorella trifoliolata Clos
- Azorella trifurcata (Gaertn.) Pers.
- Azorella trisecta (H.Wolff) Mart.Fernández & C.I.Calviño
- Azorella ulicina (Gillies & Hook.) G.M.Plunkett & A.N.Nicolas
- Azorella valentini (Speg.) Mart.Fernández & C.I.Calviño